# 陈立人
陈立人（1965年4月22日—），汉族，浙江温州人，中华人民共和国体育教练、裁判，第十一届全国政协委员。
1973年—1986年，从事田径、武术散手项目的训练。1984年、1985年，获得全国散手锦标赛52公斤级、69公斤级亚军。1986年退役。1987年毕业于北京体育学院，担任北京体育大学拳击队教练员。1989年担任中国国家拳击队助理教练；1991年担任中国国家跆拳道队主教练；1995年担任中国国家跆拳道队总教练。1989年成为拳击国际A级裁判；1996年成为跆拳道国际级裁判。
2008年，陈立人当选第十一届全国政协委员，代表体育界，分入第四十三组。并担任教科文卫体委员会专委。。2018年2月24日，当选为第十三届全国人大代表。